# François Thomazeau (directeur)
Pour les articles homonymes, voir François Thomazeau et Thomazeau.
François Thomazeau, né à Neuilly-sur-Seine le 7 juin 1949, est conseiller maître à la Cour des comptes et est directeur de compagnies d’assurance.

## Biographie
Il a étudié à HEC et à Sciences Po Paris. Il est par ailleurs titulaire d'une maîtrise de sciences économiques. Après avoir été diplômé de l'ENA en 1977 (promotion André Malraux), il est devenu auditeur à la Cour des comptes en 1977.
À partir de 1998, il devient membre du comité exécutif aux Assurances générales de France. Depuis 2003, Thomazeau est directeur général chargé des ressources humaines, des moyens généraux, de la direction juridique, de l'international et de la réassurance. Il est vice président de Mondial assistance depuis 2006. Depuis 2009 il est directeur général délégué du groupe Allianz France,.